# 在線訪談
在线访谈是一种通過電腦中介进行交流的方法，例如人們彼此之間通過即时消息、网络聊天、电子邮件或视频進行交流。與此相對的是传统的面对面面談。在线访谈与面对面面談一样，通常也會有人要求受访者解释他们的想法或談談对某方面的感受。